# Araç
Araç es una ciudad y distrito de la provincia de Kastamonu en la Región del Mar Negro, región de Turquía. Según el censo de 2010, la población del distrito era de 20.002 habitantes, de los cuales 5.860 eran residentes en la ciudad de Araç. El distrito cubre un área de 1.642 km², y la ciudad se encuentra a una altitud de 740 m (2.428 pies).